# Liste der Biografien/Pfl
Liste der Biografien |
Portal Biografien |
Personensuche
# |
A |
B |
C |
D |
E |
F |
G |
H |
I |
J |
K |
L |
M |
N |
O |
P |
Q |
R |
S |
T |
U |
V |
W |
X |
Y |
Z |
?
 
Pa |
Pc |
Pe |
Pf |
Ph |
Pi |
Pj |
Pk |
Pl |
Pm |
Pn |
Po |
Pr |
Ps |
Pt |
Pu |
Pv |
Pw |
Py
 
Pfa |
Pfe |
Pfi |
Pfl |
Pfn |
Pfo |
Pfr |
Pfu |
Pfy
Die Liste der Biografien führt alle Personen auf, die in der deutschsprachigen Wikipedia einen Artikel haben. Dieses ist eine Teilliste mit 250 Einträgen von Personen, deren Namen mit den Buchstaben „Pfl“ beginnt.

## Pfl

### Pfla
- Pfläging, Kurt (1934–2012), deutscher Ingenieur und Sachbuchautor
- Pfläging, Niels (* 1971), deutscher Autor
- Pflagner, Margit (1914–2010), österreichische Autorin, Hörspielautorin, Lyrikerin, Biographin und Übersetzerin
- Pflanz, Benedikt Alois (1797–1844), deutscher Geistlicher, Theologe, Gymnasiallehrer und Politiker
- Pflanz, Elisabeth (* 1946), deutsche Kabarettistin, Autorin, Regisseurin und Schauspielerin
- Pflanz, Josef Anton (1819–1883), deutscher Schriftsteller und Pädagoge
- Pflanz, Lydia (* 1949), deutsche Politikerin (CSU), MdL
- Pflanz, Markus (* 1975), deutscher Fußballtrainer
- Pflanze, Otto (1918–2007), amerikanischer Historiker
- Pflanzer-Baltin, Karl von (1855–1925), österreichischer GeneralKarl von Pflanzer-Baltin (1855–1925)

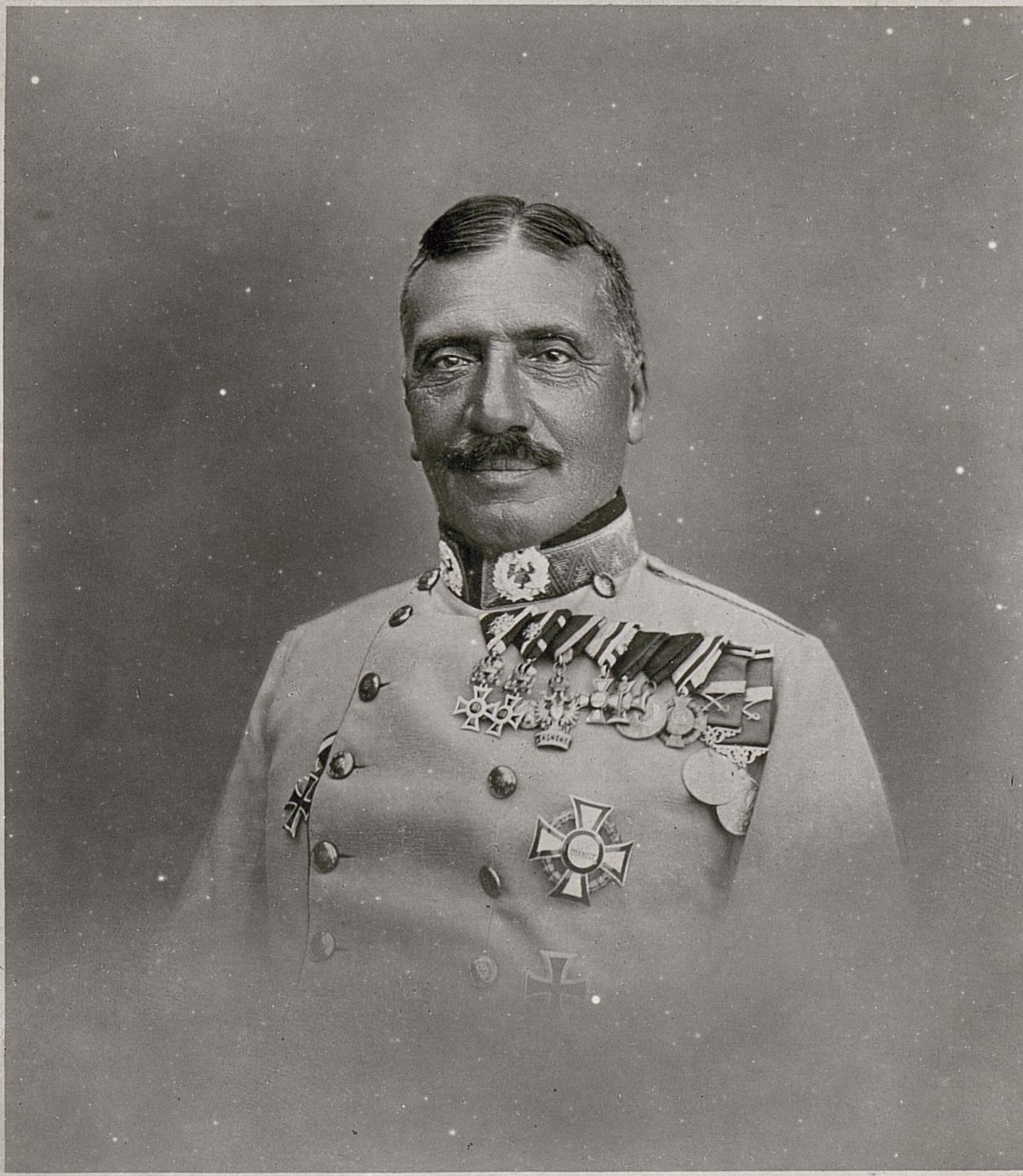
Karl von Pflanzer-Baltin (1855–1925)

- Pflanzl, Heinrich (1903–1978), österreichischer Opernsänger (Bass)
- Pflanzl, Josef (1880–1923), österreichischer Politiker (GDVP), Mitglied des Bundesrates
- Pflanzl, Otto (1865–1943), österreichischer Heimatdichter
- Pflauder, Peter (1734–1811), Salzburger Stuckateur
- Pflaum, Albrecht (1947–1983), deutscher Arzt und Entwicklungshelfer
- Pflaum, Alexander von (1839–1911), deutscher Bankier und Mäzen
- Pflaum, Barbara (1912–2002), österreichische Fotografin
- Pflaum, Franz Albrecht (1727–1798), deutscher evangelischer Geistlicher und Theologe
- Pflaum, Franziska (* 1987), österreichische Drehbuchautorin und Regisseurin
- Pflaum, Friedrich von (1852–1919), bayerischer General der Infanterie
- Pflaum, Georg Kilian (1913–1971), deutscher Geistlicher, Apostolischer Vikar von Ñuflo de Chávez
- Pflaum, Guntram (1903–1945), deutscher SS-Führer und Leiter des Lebensborn e. V.
- Pflaum, Hans Günther (1941–2018), deutscher Filmkritiker und Autor von Filmliteratur
- Pflaum, Hans-Georg (1902–1979), französischer Althistoriker deutscher Herkunft
- Pflaum, Harry (1934–2012), deutscher Gebrauchsgrafiker und Maler
- Pflaum, Hermann († 1912), russischer Physiker, Naturforscher, Pädagoge und Hochschullehrer deutsch-baltischer Herkunft
- Pflaum, Johannes (* 1964), deutsch-schweizerischer evangelikaler Theologe, Dozent und Autor
- Pflaum, Karl (* 1890), deutscher Offizier, Generalleutnant der Wehrmacht
- Pflaum, Lienhard (1927–2018), deutscher Theologe und Pfarrer der Evangelischen Landeskirche in Baden
- Pflaum, Loretta (* 1972), österreichische Schauspielerin
- Pflaum, Max (1830–1885), deutscher Fotograf
- Pflaum, Peter (1933–2011), österreichischer Erfinder und Unternehmer
- Pflaum, Walter (1896–1989), deutscher Maschinenbauingenieur und Hochschullehrer
- Pflaumbaum, Richard (1884–1971), deutscher Pädagoge, Historiker und Museologe
- Pflaumbaum, Walter (1891–1974), deutscher Agrarwissenschaftler, Landwirt und Politiker (CDU), MdL, MdB
- Pflaume, Ascanius (1605–1669), deutscher Politiker
- Pflaume, Gustav († 1930), deutscher Architekt
- Pflaume, Hermann Eberhard (1869–1921), deutscher Architekt
- Pflaume, Hermann Otto (1830–1901), deutscher Architekt und Stadtrat
- Pflaume, Johann Caspar († 1689), Stadtrichter
- Pflaume, Kai (* 1967), deutscher FernsehmoderatorKai Pflaume (* 1967)

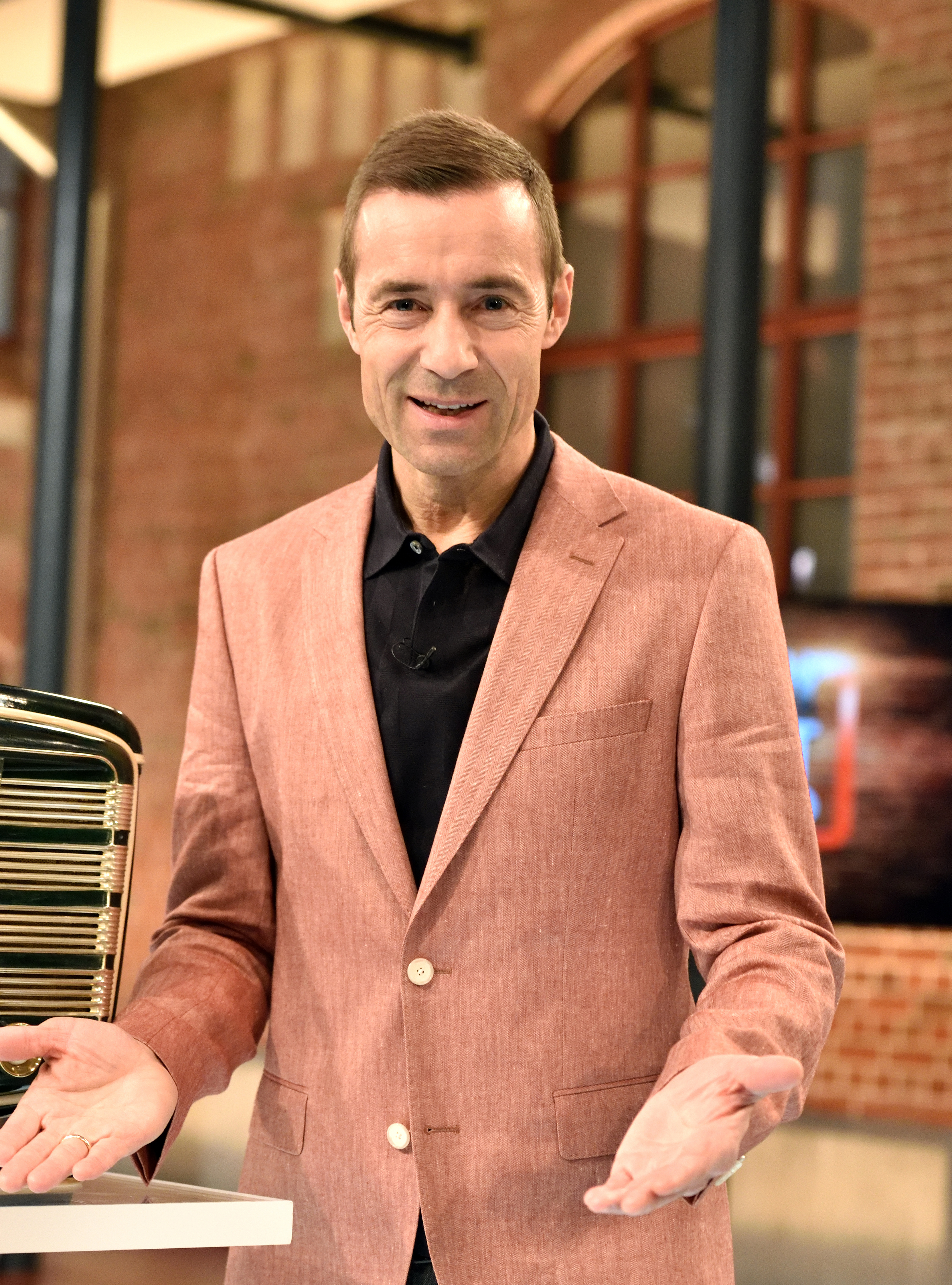
Kai Pflaume (* 1967)

- Pflaume, Karl (1817–1879), deutscher Schriftsteller
- Pflaumer, Eduard (1872–1957), deutscher Urologe
- Pflaumer, Ernst (1905–1985), deutscher Maler und Museumsleiter
- Pflaumer, Karl (1896–1971), deutscher Politiker (NSDAP), MdR, Innenminister von Baden und SS-Brigadeführer
- Pflaumern, Salome von († 1654), deutsche Priorin

### Pfle
- Pflegel, Peter (1936–2017), deutscher Pharmazeut und Hochschullehrer
- Pfleger, Augustin (* 1635), deutsch-böhmischer Komponist und Kapellmeister des Barock
- Pfleger, Caren (1942–2019), deutsche Designerin, Beauty- und Lifestyle-Beraterin sowie ein ehemaliges Model
- Pfleger, Ernst (* 1947), österreichischer Verkehrswissenschaftler und Politiker (SPÖ), Landtagsabgeordneter und Gemeinderat
- Pfleger, Ewald (* 1955), österreichischer Rockmusiker und Musikproduzent
- Pfleger, Franz (1915–2007), deutscher Jurist und Rechtsanwalt
- Pfleger, Helmut (* 1943), deutscher SchachspielerHelmut Pfleger (* 1943)

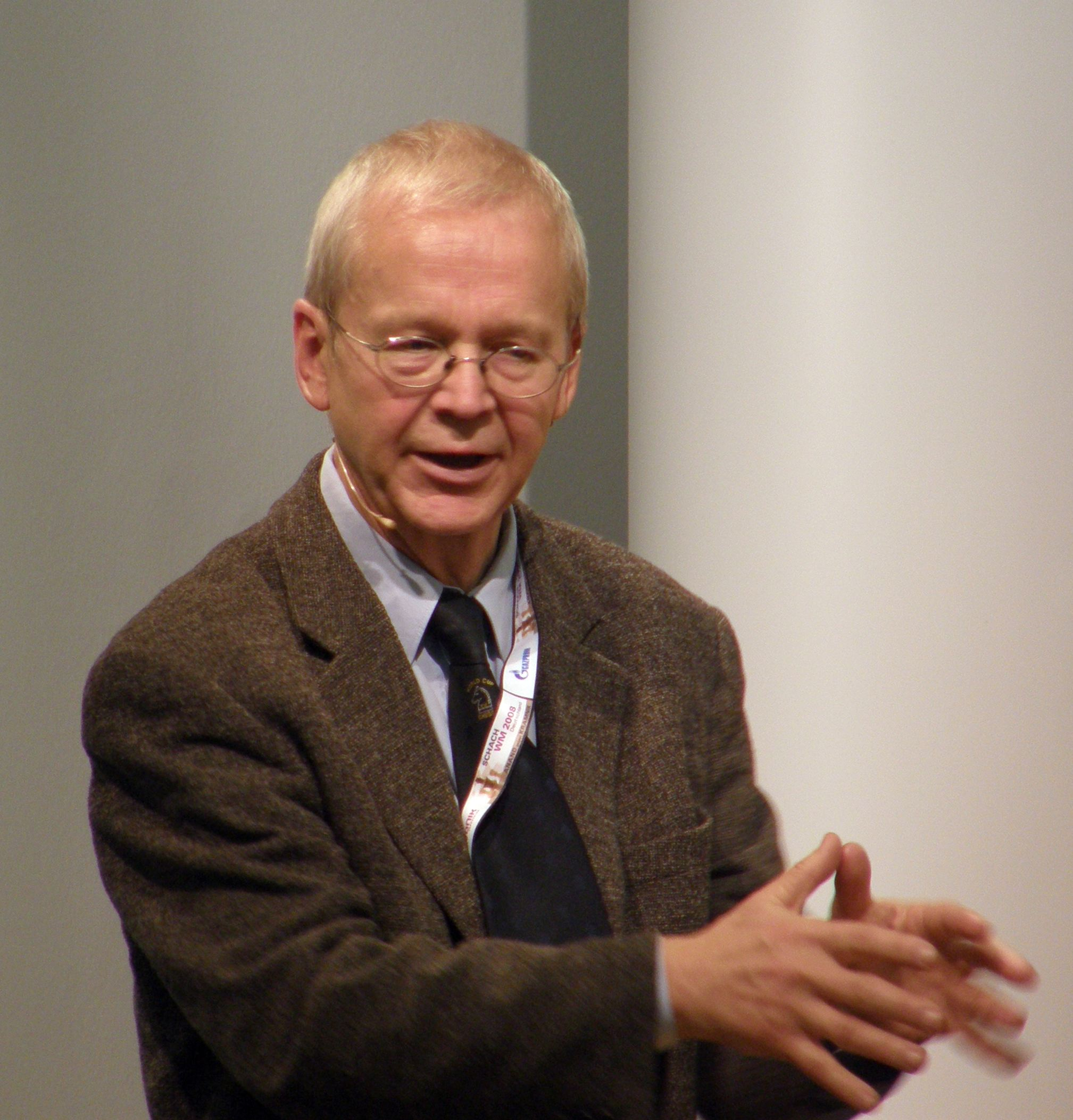
Helmut Pfleger (* 1943)

- Pfleger, Holger (* 1944), deutscher Bauingenieur
- Pfleger, Johannes (1867–1957), deutscher Chemiker
- Pfleger, Johannes Christophorus (1602–1674), deutscher Orgelbauer und Musikinstrumentenbauer
- Pfleger, Joseph (1872–1964), deutscher Rechtsanwalt und Politiker (BVP, Zentrum, CSU), MdR
- Pfleger, Joseph (1873–1957), deutscher und französischer Politiker
- Pfleger, Karl (1883–1975), deutscher Theologe
- Pfleger, Karl (1924–2013), deutscher Toxikologe und Hochschullehrer
- Pfleger, Luzian (1876–1944), deutsch-französischer Kirchenhistoriker, Lehrer und Priester
- Pfleger, Marco (* 1991), deutscher Eishockeyspieler
- Pfleger, Robert (1906–1971), deutscher Chemiker
- Pfleger, Susanne (* 1957), Kunsthistorikerin und Kuratorin
- Pfleger-Moravský, Gustav (1833–1875), tschechischer Dichter, Dramaturg, Übersetzer und Romanautor
- Pflegerl, Dietmar (1943–2007), österreichischer Theaterregisseur und -intendant
- Pflegerl, Siegfried (* 1939), österreichischer Jurist und Autor
- Pfleghar, Artur Jost (* 1945), deutscher Maler, Bildhauer und Schriftsteller
- Pfleghar, Katie (* 1984), deutsche Schauspielerin
- Pfleghar, Michael (1933–1991), deutscher Regisseur
- Pfleghard, Otto (1869–1958), Schweizer Architekt
- Pfleiderer, Adolf (1877–1957), deutscher Unternehmer
- Pfleiderer, Beatrix (1941–2011), deutsche Anthropologin
- Pfleiderer, Bettina (* 1961), deutsche Wissenschaftlerin und Hochschullehrerin
- Pfleiderer, Carl (1881–1960), deutscher Maschinenbauingenieur und Hochschullehrer
- Pfleiderer, Christian (* 1965), deutscher Physiker und Hochschullehrer
- Pfleiderer, Christoph Friedrich von (1736–1821), deutscher Mathematiker und Astronom
- Pfleiderer, Edmund von (1842–1902), deutscher Philosoph
- Pfleiderer, Georg (1892–1973), deutscher Architekt
- Pfleiderer, Georg (* 1960), deutscher evangelischer Theologe
- Pfleiderer, Gerhard (1921–2008), deutscher Biochemiker
- Pfleiderer, Gustav Adolf (1845–1896), deutscher Unternehmer
- Pfleiderer, Heinrich (1900–1973), deutscher Bioklimatologe und Hochschullehrer
- Pfleiderer, Helene (1911–1994), deutsche Wohltäterin
- Pfleiderer, Herbert (1912–1982), deutscher Unternehmer
- Pfleiderer, Johann Christoph (1784–1842), Abgeordneter im württembergischen Landtag, „Kastenpfleger“ und Bäcker
- Pfleiderer, Jörg (1931–2021), deutsch-österreichischer Astrophysiker
- Pfleiderer, Karl Georg (1899–1957), deutscher Politiker (FDP/DVP), MdB und Diplomat
- Pfleiderer, Martin (* 1967), deutscher Musikwissenschaftler
- Pfleiderer, Max (1877–1936), württembergischer Oberamtmann
- Pfleiderer, Neele (* 1982), deutsche Jazzmusikerin (Gesang, Komposition)
- Pfleiderer, Otto (1839–1908), deutscher protestantischer Theologe
- Pfleiderer, Otto Ernst (1904–1989), deutscher Ökonom und Zentralbankpolitiker
- Pfleiderer, Paul Otto (1880–1960), deutscher Unternehmer
- Pfleiderer, Rudolf (1912–1997), deutscher Jurist und Staatsanwalt
- Pfleiderer, Wilhelm (1878–1953), deutscher Lehrer und Dialektforscher
- Pfleiderer, Wolfgang (1877–1971), deutscher Philologe
- Pfleiderer, Wolfgang (1927–2018), deutscher Chemiker
- Pfletschinger, Bernhard (1946–2024), deutscher Featureautor und Dokumentarfilmer
- Pfleumer, Fritz (1881–1945), deutsch-österreichischer Ingenieur und der Erfinder des Tonbands
- Pfleumer, Hermann (* 1882), deutsch-österreichischer Erfinder

### Pfli
- Pflieger, Felix (* 1987), deutscher Kameramann
- Pflieger, Kerstin (* 1980), deutsche Schriftstellerin
- Pflieger, Klaus (* 1947), deutscher Jurist, Generalstaatsanwalt in Baden-Württemberg
- Pflieger, Kurt (1890–1958), deutscher Generalleutnant im Zweiten Weltkrieg
- Pflieger, Pat (* 1955), US-amerikanische Literaturwissenschaftlerin
- Pflieger, Philipp (* 1987), deutscher Leichtathlet
- Pflieger, Polykarp (1867–1932), deutscher Verwaltungsjurist
- Pflieger, Silvester († 1453), Bischof von Chiemsee
- Pfliegl, Max (1839–1916), österreichischer Politiker
- Pfliegler, Anton (1736–1805), österreichischer Orgelbauer
- Pfliegler, Michael (1891–1972), österreichischer katholischer Moraltheologe und Pastoraltheologe
- Pfligersdorffer, Georg (1916–2005), österreichischer Altphilologe
- Pflimlin, Pierre (1907–2000), französischer Jurist und Politiker (MRP), Mitglied der Nationalversammlung, MdEP
- Pflippen, Norbert (1947–2011), deutscher Sportmanager, Spielerberater und Spielervermittler
- Pflipsen, Karlheinz (* 1970), deutscher FußballspielerKarlheinz Pflipsen (* 1970)

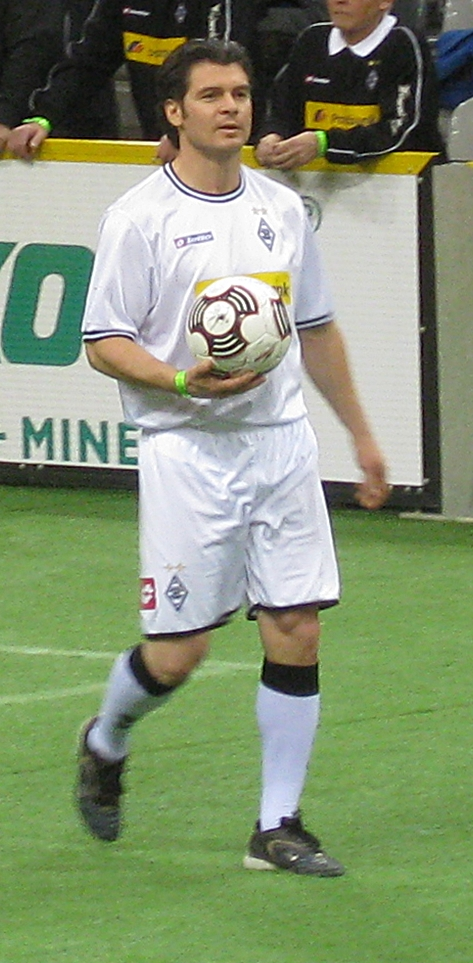
Karlheinz Pflipsen (* 1970)

### Pflo
- Pflock, Paul (1920–2012), deutscher Landwirt und Politiker (LDPD), MdV
- Pflomm, Karl (1886–1945), deutscher Politiker (NSDAP), MdR, SS-Führer und Polizeipräsident

### Pflu
- Pflücke, Maximilian (1889–1965), deutscher Chemiker und Dokumentar
- Pflücke, Patrick (* 1996), deutscher Fußballspieler
- Pflücke, Rolf (* 1942), deutscher Journalist
- Pflueg, Moritz (1815–1892), deutscher Politiker
- Pflug, Adrian, deutscher Fernsehmoderator
- Pflug, Benno, kursächsischer Politiker
- Pflug, Bente (* 1989), deutsche Eisschnellläuferin
- Pflug, Bernhard (1637–1716), Geheimer Rat und Hofmarschall, Oberstallmeister, Hauptmann des Neustädtischen Kreises und Rittergutsbesitzer
- Pflug, Christiane (1936–1972), deutsch-kanadische Künstlerin
- Pflug, Christoph von († 1638), Rat und Gesandter des Grafen Anton Günther von Oldenburg
- Pflug, Eva (1929–2008), deutsche Schauspielerin und SynchronsprecherinEva Pflug (1929–2008)

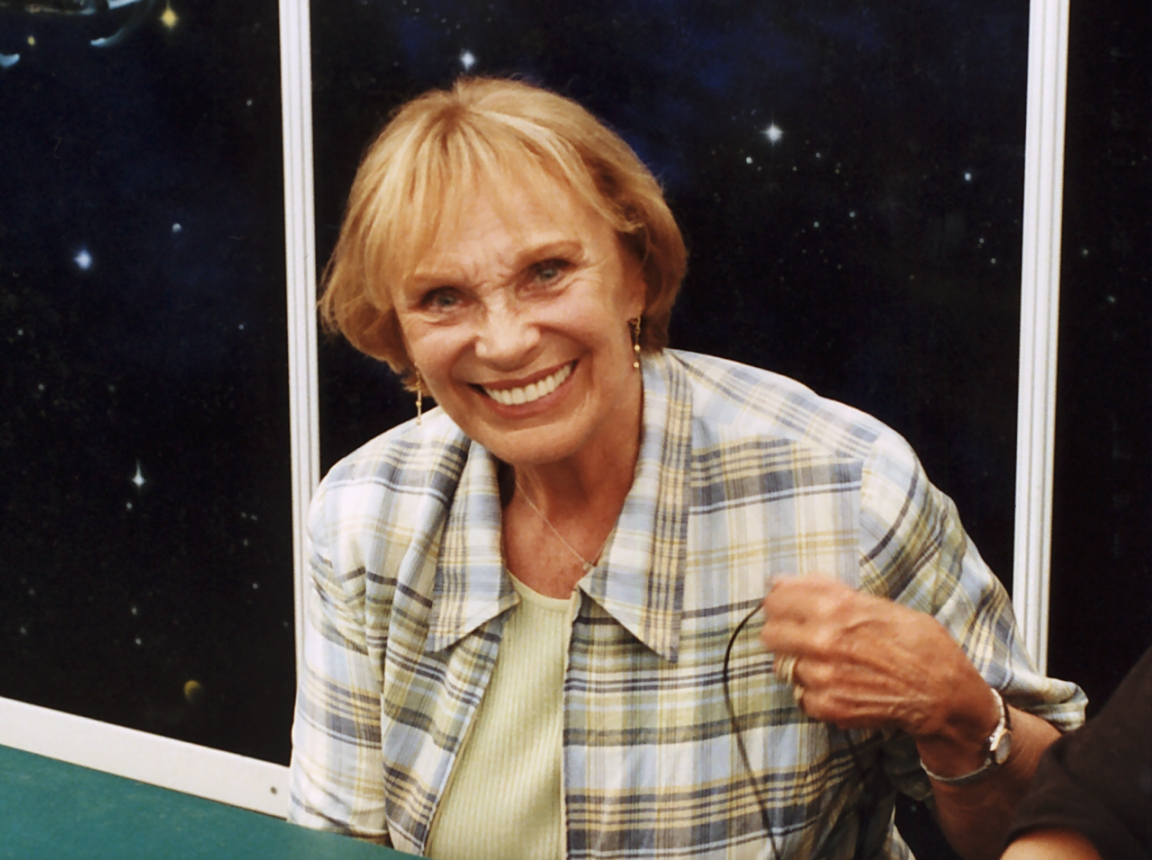
Eva Pflug (1929–2008)

- Pflug, Ferdinand, russlanddeutscher römisch-katholischer Geistlicher und Märtyrer
- Pflug, Friedrich Adolf (1810–1886), deutscher Unternehmer und Rittergutsbesitzer
- Pflug, Friedrich Wilhelm August (1781–1832), preußischer Leutnant
- Pflug, Georg (* 1951), österreichischer Statistiker
- Pflug, Günther (1923–2008), deutscher Bibliothekar und Professor für Philosophie
- Pflug, Hans (1900–1952), deutscher Historiker, Journalist und Hochschullehrer
- Pflug, Hermann (* 1951), deutscher Klassischer Archäologe
- Pflug, Jo Ann (* 1940), US-amerikanische Schauspielerin in Film und Fernsehen
- Pflug, Johann Baptist (1785–1866), deutscher Maler
- Pflug, Johannes (* 1946), deutscher Politiker (SPD), MdL, MdB
- Pflug, Josef (1869–1937), österreichischer Politiker (CSP), Landtagsabgeordneter
- Pflug, Julius von (1499–1564), letzter katholischer Bischof von Naumburg
- Pflug, Karl (1880–1945), deutscher Pädagoge und Politiker (DNVP), MdL
- Pflug, Lucie (1916–1993), deutsche SED- und Kulturfunktionärin der DDR
- Pflug, Maja (* 1946), deutsch-italienische Übersetzerin
- Pflug, Martin (1886–1945), deutscher Orgelbauer in Wittenberge
- Pflug, Monika (* 1954), deutsche EisschnellläuferinMonika Pflug (* 1954)

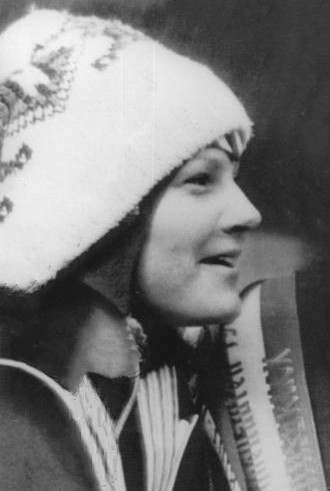
Monika Pflug (* 1954)

- Pflug, Nikolaus († 1631), deutscher Rittmeister
- Pflug, Philipp, deutscher Politiker und Schullehrer
- Pflug, Reinhard (1932–2012), deutscher Geologe
- Pflug, Robert (* 1945), österreichischer Fußballtrainer
- Pflug, Robert August (1832–1885), Architekt deutsch-baltischer Abstammung
- Pflug, Rosa (1919–2016), russisch-deutsche Lyrikerin, Übersetzerin und Prosa-Schriftstellerin
- Pflug, Tham († 1596), kursächsischer Politiker
- Pflug, Walther (1906–1985), deutscher Historiker, Direktor des Mosigkauer Schlosses
- Pflug, Wolfram (1923–2013), deutscher Landschaftsökologe, Ingenieurbiologe, Landschaftsarchitekt und Forstwissenschaftler
- Pflug-Franken, Hans (1899–1977), deutscher Journalist und Schriftsteller
- Pflugbeil, Annelise (1918–2015), deutsche Kirchenmusikerin, Cembalistin und Hochschullehrerin
- Pflugbeil, Curt (1890–1955), deutscher General der Flieger im Zweiten Weltkrieg
- Pflugbeil, Hans (1909–1974), deutscher Kirchenmusiker, Organist und Hochschullehrer
- Pflugbeil, Johann (1882–1951), deutscher Generalleutnant im Zweiten Weltkrieg
- Pflugbeil, Sebastian (* 1947), deutscher Bürgerrechtler und Minister ohne Geschäftsbereich der DDR, MdA
- Pflugbeil, Werner (1925–1975), deutscher Ethnograph und Volkskünstler aus dem Erzgebirge
- Pflüger, Albert (1879–1965), deutscher Politiker (SPD), MdL
- Pfluger, Albert (1907–1993), Schweizer Mathematiker
- Pflüger, Albrecht (* 1941), deutscher Karatepionier
- Pfluger, Alexander (* 1970), deutscher Blasmusik-Komponist und Musiker
- Pflüger, Alf (1912–1989), deutscher Bauingenieur und Rektor der Leibniz Universität Hannover (1904–1907)
- Pflüger, Andreas (* 1941), Schweizer Komponist
- Pflüger, Andreas (* 1957), deutscher AutorAndreas Pflüger (* 1957)

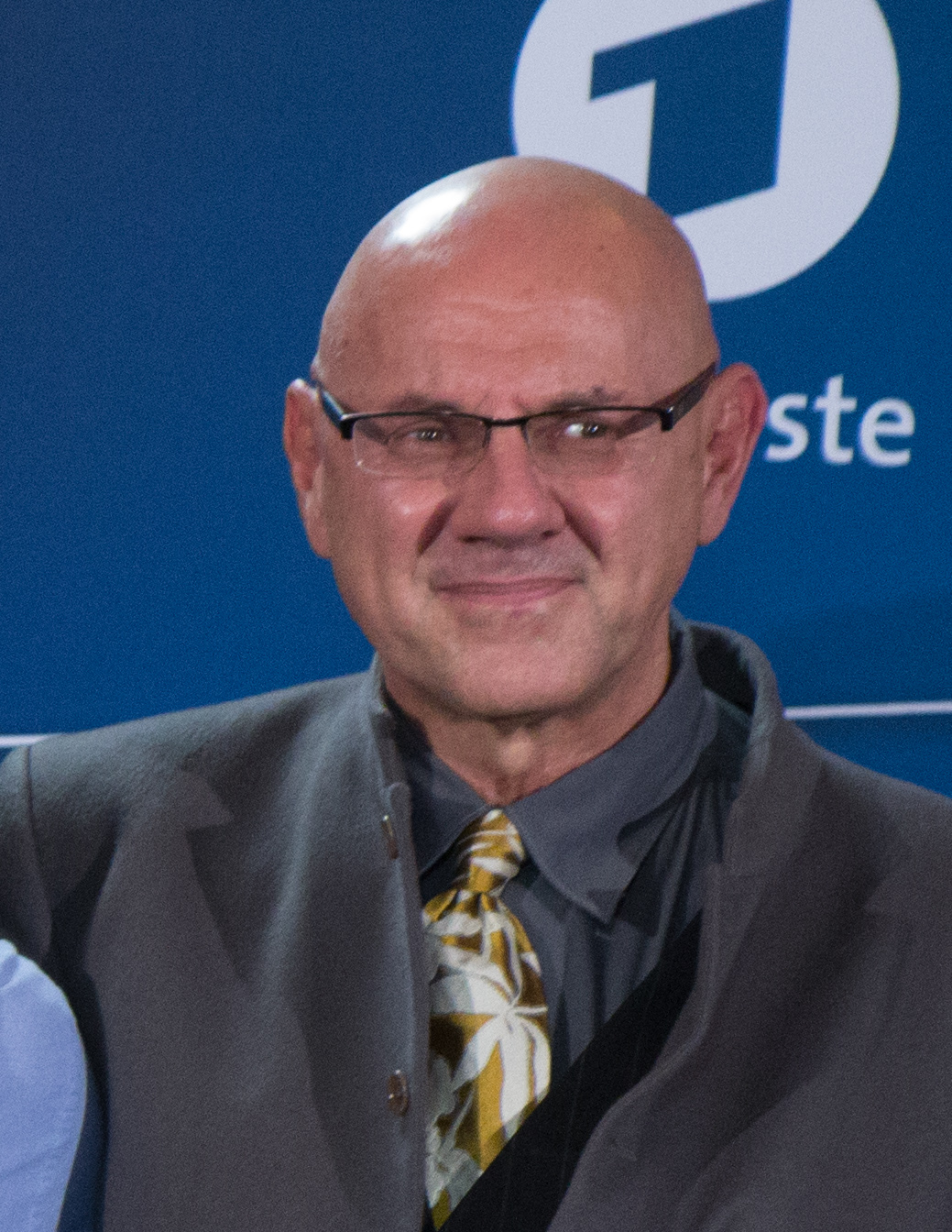
Andreas Pflüger (* 1957)

- Pfluger, Anja (* 1993), deutsche Fußballspielerin
- Pfluger, August (* 1978), US-amerikanischer Politiker (Republikanische Partei)
- Pflüger, Carl (1905–1998), deutscher Maler, Zeichner und Grafiker
- Pfluger, Christian (* 1963), schweizerischer Musiker, Schriftsteller und Künstler
- Pfluger, Christoph (* 1954), schweizerischer Journalist, Verleger und Buchautor
- Pflüger, Conrad, deutscher Architekt der Spätgotik und Baumeister (um 1477–1506)
- Pflüger, Eduard (1829–1910), deutscher Mediziner
- Pfluger, Elisabeth (1919–2018), Schweizer Schriftstellerin und Sagensammlerin
- Pflüger, Erich Joey († 2010), deutscher Volksschauspieler, Operettensänger und Regisseur
- Pflüger, Francesca (* 1958), deutsche Amateur-Rennreiterin und Grand-Prix-Siegerin
- Pflüger, Fridolin (1947–2021), deutscher Jesuit, Direktor des Jesuiten-Flüchtlingsdienstes Deutschland (Jesuit Refugee Service – JRS)
- Pflüger, Friedbert (* 1955), deutscher Politiker (CDU), MdA, MdBFriedbert Pflüger (* 1955)

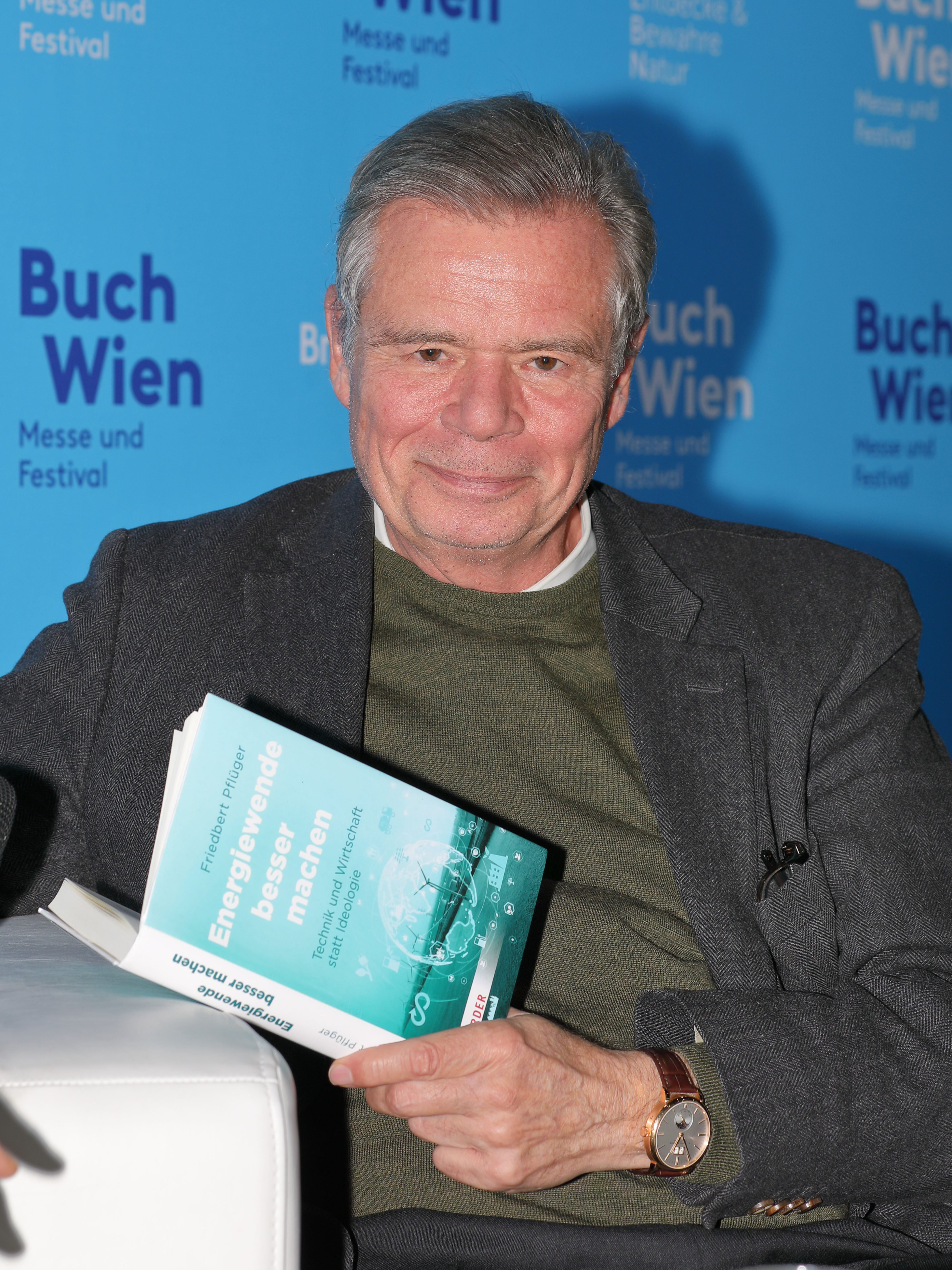
Friedbert Pflüger (* 1955)

- Pfluger, Friedrich (1772–1848), Schweizer römisch-katholischer Geistlicher
- Pflüger, Georg (1835–1896), deutscher Kaufmann und Politiker (DtVP), MdR
- Pflüger, Gerhard (1907–1991), deutscher Dirigent
- Pflüger, Gudrun (1972–2023), österreichische Biologin, Ski-Langlauf- sowie Berglaufsportlerin
- Pflüger, Hans (1921–1988), deutscher Politiker (SED) und OB von Halle an der Saale
- Pflüger, Hans (1935–2019), deutscher Filmproduzent
- Pflüger, Hans Georg (1944–1999), deutscher Komponist
- Pflüger, Hans-Joachim (1949–2022), deutscher Neurobiologe
- Pflüger, Heinrich (1908–1968), deutscher Politiker (CSU), MdL Bayern
- Pflüger, Jens (* 1985), deutscher Radiomoderator und Fernsehmoderator
- Pflüger, Johann Georg Friedrich (1818–1869), deutscher Pädagoge und Autor
- Pflüger, Johannes VII. Kaspar (1620–1688), deutscher römisch-katholischer Geistlicher und Abt der Abtei Marienstatt
- Pfluger, Josef (1857–1929), österreichischer Geistlicher, Weihbischof in Wien
- Pfluger, Josef (* 1961), deutscher Fußballspieler
- Pfluger, Joseph (1819–1894), Schweizer Bildhauer, Stuckateur und Kunstpädagoge
- Pfluger, Jules (1916–2008), Schweizer Heimatforscher des Kantons Solothurn
- Pflüger, Karl (1884–1974), Schweizer Maler, Kupferstecher und Lithograf
- Pflüger, Kaspar (* 1977), deutscher Manager und Geschäftsführer des Fernsehsenders Sat.1
- Pflüger, Kilian († 1486), deutscher Bischof und Weihbischof in Eichstätt
- Pflüger, Kurt (1910–1994), deutsch-britischer Ägyptologe und Mitarbeiter der BBC
- Pflüger, Leander (* 1952), deutscher Hochschullehrer für Pädagogik
- Pflüger, Markus (1824–1907), deutscher Revolutionär und Politiker (DFP, FVp), MdR
- Pfluger, Nicole (* 1983), österreichische Biathletin
- Pfluger, Niklaus (1799–1854), Schweizer Politiker
- Pflüger, Paul (1865–1947), Schweizer Pfarrer und Politiker
- Pfluger, Paula (1909–1990), deutsch-österreichische Schauspielerin bei Bühne, Film und Theater
- Pflüger, Robin (* 1993), deutscher Basketballtrainer und -spieler
- Pfluger, Rosemarie (1945–2011), Schweizer Journalistin und Fernsehmoderatorin
- Pflüger, Tobias (* 1965), deutscher Politiker (Die Linke), MdEPTobias Pflüger (* 1965)

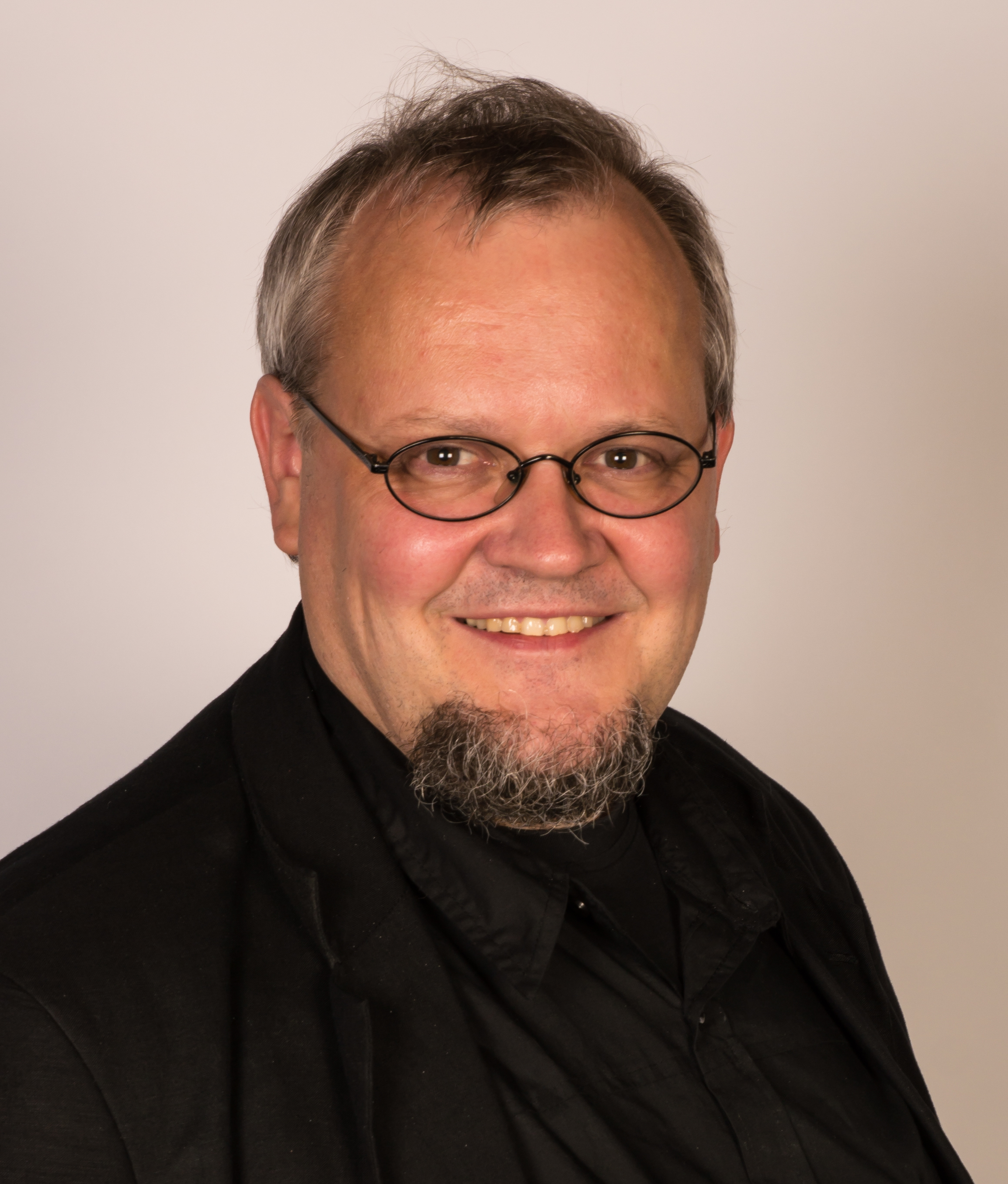
Tobias Pflüger (* 1965)

- Pflugfelder, Friedrich August (* 1809), deutscher Kupferstecher der Düsseldorfer Schule
- Pflugfelder, Gottlob (1915–2003), Schweizer Mediziner, Klinikdirektor und Rassentheoretiker
- Pflugfelder, Johann Gottfried (* 1764), deutscher Kupferstecher
- Pflugfelder, Otto (1904–1994), deutscher Biologe
- Pflugfelder, Siegfried (1924–2004), deutscher Kommunalpolitiker
- Pflügge, Heinz (* 1946), deutscher Fußballspieler
- Pflughaupt, Friedrich (1892–1951), deutscher Filmproduzent, Produktions- und Herstellungsleiter
- Pflughaupt, Wilfried (1930–1958), deutscher Schachkomponist
- Pflugk, Albert Otto von (1866–1946), deutscher Augenarzt und Hochschullehrer
- Pflugk, Andreas (1480–1542), Rat, Amtmann und Rittergutsbesitzer
- Pflugk, August Ferdinand von (1662–1712), sächsischer Staatsmann
- Pflugk, August Julius Edmund (1803–1839), deutscher Klassischer Philologe und Gymnasiallehrer
- Pflugk, Cäsar (1458–1524), Rat, Amtmann und Rittergutsbesitzer
- Pflugk, Georg (1569–1621), kursächsischer Kammer- und Bergrat
- Pflugk, Nickel (1410–1482), Rat, Amtmann und Rittergutsbesitzer
- Pflugk, Walther Siegismund von (1864–1936), deutscher Jurist und höherer sächsischer Staatsbeamter
- Pflugk-Harttung, Heinz von (1890–1920), deutscher Offizier
- Pflugk-Harttung, Horst von (1889–1967), deutscher Marineoffizier und Geheimdienst-MitarbeiterHorst von Pflugk-Harttung (1889–1967)

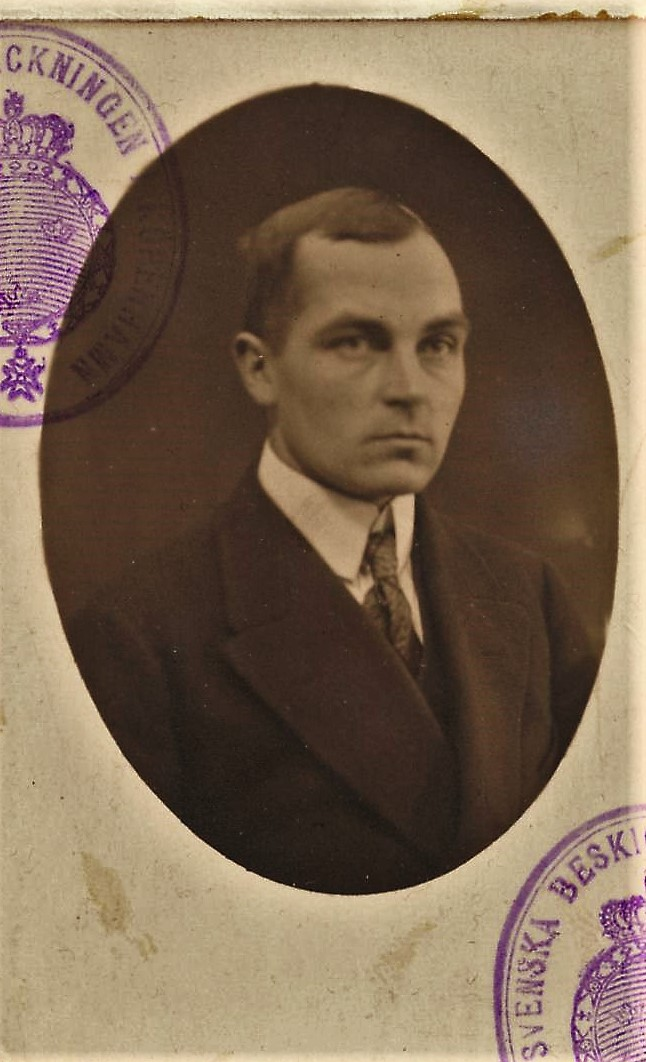
Horst von Pflugk-Harttung (1889–1967)

- Pflugk-Harttung, Julius von (1848–1919), deutscher Historiker, Diplomatiker und Archivar
- Pflügl, Albert (1818–1886), österreichischer Politiker
- Pflügl, Christian (* 1978), österreichischer Langstreckenläufer
- Pflügl, Egon (1869–1960), österreichisch-ungarischer Diplomat und Unterstaatssekretär des Auswärtigen Amts 1918/19
- Pflügl, Harry (* 1959), deutscher Eishockeyspieler
- Pflügler, Florian (* 1992), deutscher Fußballspieler
- Pflügler, Hans (* 1960), deutscher Fußballspieler
- Pflügler, Karl (* 1958), deutscher Fußballspieler
- Pflugmacher, Edmund (1878–1945), deutscher Sanitätsoffizier
- Pflugmacher, Ernst (1872–1948), deutscher Unternehmer
- Pflugradt, Franz (1861–1946), deutscher Landschaftsmaler
- Pflugradt, Gustav (1828–1908), deutscher Landschafts- und Architekturmaler
- Pflugradt, Helmut (1949–2024), deutscher Politiker (CDU), MdBB
- Pflugradt, Jeannine (* 1973), deutsche Industriekauffrau und Politikerin (SPD), MdB (Mecklenburg-Vorpommern)
- Pflugshaupt, Helene (1894–1991), Schweizer Malerin
- Pflum, Alexander (1930–2012), deutscher Fußballspieler, Gastwirt und Kommunalpolitiker ungarischer Herkunft
- Pflum, Ludwig (1928–2005), deutscher Fußballspieler
- Pflumm, Daniel (* 1968), Schweizer Künstler
- Pflumm, Michael (* 1977), deutscher Opernsänger (Tenor)
- Pflummern, Franz Xaver von (1769–1851), bayerischer Beamter
- Pflummern, Heinrich von (1475–1561), deutscher katholischer Geistlicher und Chronist
- Pflummern, Karl von (1787–1850), bayerischer Generalmajor, Ritter des Max-Joseph-Ordens